# Peter Carl Fabergé
Peter Carl Fabergé (São Petersburgo, 30 de maio de 1846 — Lausana, 24 de setembro de 1920) foi um joalheiro russo de origem franco-dinamarquesa.

## Vida
Seu pai era o joalheiro Gustav Fabergé e sua mãe era a dinamarquesa Charlotte Jungstedt. Os ancestrais paternos dos Fabergé eram huguenotes originários da Picardia, que deixaram a França depois da revogação do Édito de Nantes. Estabeleceram-se inicialmente nas proximidades de Berlim, depois em 1800 transferiram-se para a cidade de Pernau na Livônia, à época parte da Rússia e hoje Pärnu, na Estônia.
Especializou-se na confecção de obras com motivos de arranjos florais, grupos humanos e animais. Atualmente é mais conhecido pelos seus famosos ovos de páscoa, conhecidos como Ovos Fabergé realizados para a família imperial russa, e que o tsar oferecia anualmente aos seus familiares.
Criados para os tsares russos, os Ovos Fabergé eram obras-primas do segmento da joalheira. Produzidos com a combinação de materiais como ouro, prata, cobre e platina através da utilização de técnicas de esmaltagem plique-à-jour. Esses ovos, hoje, são disputados por colecionadores ao redor do mundo. Seus feitos também influenciaram os pais de crianças pobres a presentearem também seus filhos, mas com ovos de aves decorados.

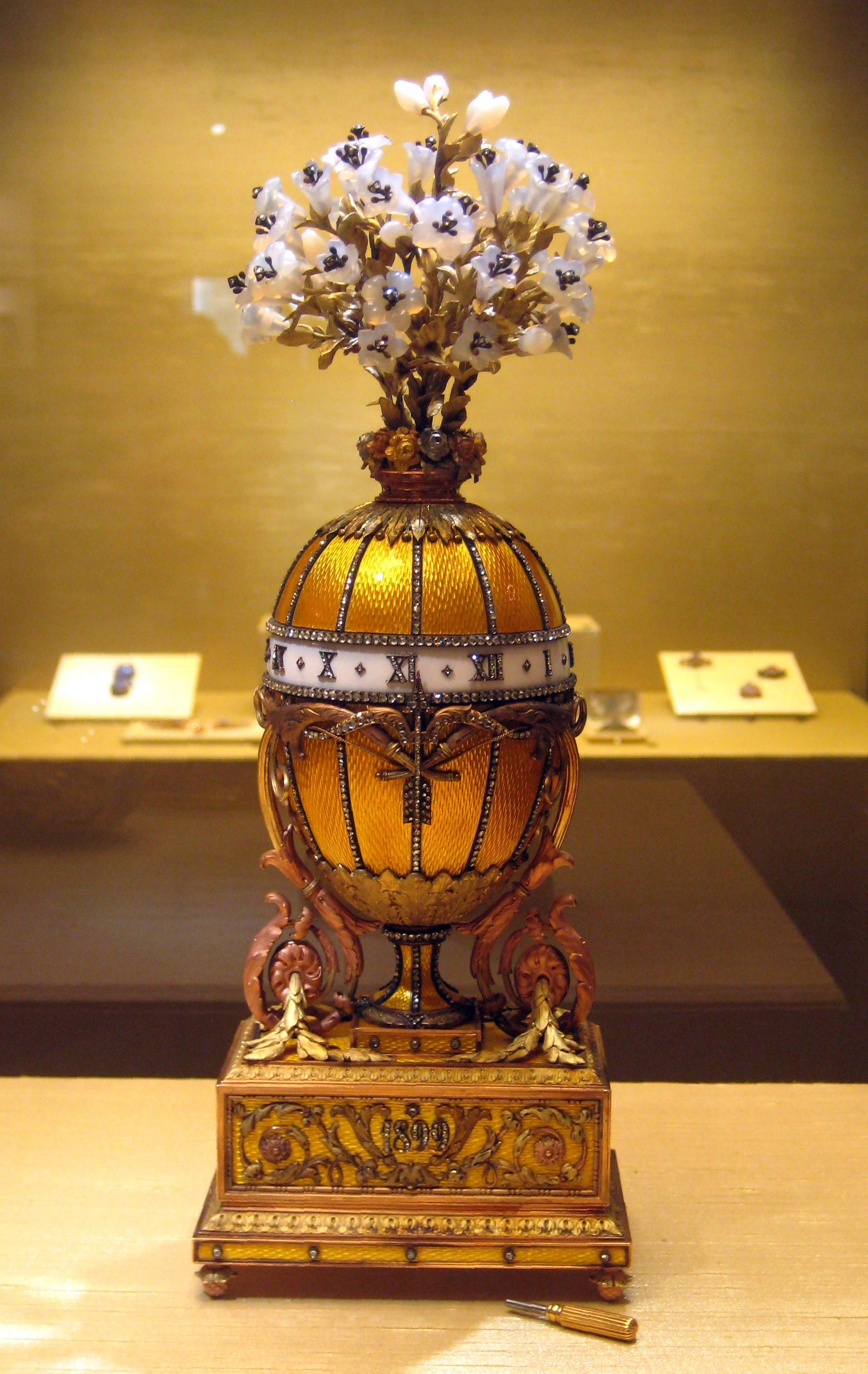
Buquê de Lírios por Fabergé

## Ovos de Páscoa
À luz da resposta da imperatriz ao receber um dos ovos de Fabergé na Páscoa, o czar logo encarregou a empresa de fazer um ovo de Páscoa como presente para ela todos os anos a partir de então. O czar fez um pedido de outro ovo no ano seguinte. A partir de 1887, o czar aparentemente deu a Carl Fabergé total liberdade em relação aos desenhos de ovos, que se tornaram cada vez mais elaborados. De acordo com a tradição da Família Fabergé, nem mesmo o czar sabia que forma eles assumiriam – a única estipulação era que cada um deveria ser único e cada um deveria conter uma surpresa. Após a morte de Alexandre III, seu filho, o czar seguinte, Nicolau II, seguiu essa tradição e a expandiu solicitando que houvesse dois ovos por ano, um para sua mãe (que acabou recebendo um total de 30 desses ovos) e um para sua esposa, Alexandra (que recebeu mais 20). Estes ovos de páscoa distinguem-se hoje dos outros ovos de joalharia que a Fabergé acabou por produzir pela sua designação como "ovos de Páscoa imperiais" ou "ovos de Páscoa imperiais do czar". A tradição continuou até a Revolução de Outubro, quando toda a dinastia Romanov foi executada e os ovos e muitos outros tesouros foram confiscados pelo governo interino. Os dois ovos finais nunca foram entregues nem pagos.
Embora hoje a Casa Fabergé seja famosa por seus ovos de Páscoa imperiais, ela fez muitos outros objetos que vão de talheres de prata a joias finas que também eram de qualidade e beleza excepcionais, e até sua saída da Rússia durante a revolução, a empresa de Fabergé se tornou a maior joalheria do país. Além de sua sede em São Petersburgo, tinha filiais em Moscou, Odessa, Kiev e Londres. Produziu cerca de 150 000 a 200 000 objetos de 1882 a 1917.
Em 1900, o trabalho de Fabergé representou a Rússia na Feira Mundial de 1900 em Paris. Como Carl Fabergé fazia parte do júri, a Casa de Fabergé exibiu hors concours (sem competir). No entanto, a Maison recebeu uma medalha de ouro e os joalheiros da cidade reconheceram Carl Fabergé como maître. Além disso, a França reconheceu Carl Fabergé com um dos mais prestigiados prêmios franceses, nomeando-o cavaleiro da Legião de Honra. Dois dos filhos de Carl e seu mestre-de-obras também foram homenageados. Comercialmente, a exposição foi um grande sucesso e a empresa conquistou muitos pedidos e clientes.